# イニャーツィオ・カランドレッリ
イニャーツィオ・カランドレッリ（Ignazio Calandrelli、1792年11月22日 - 1866年2月12日）はイタリアの天文学者。天文学者ジュセッペ・カランドレッリの甥である。
ローマで生まれた。1814年からローマ学院（Collegio Romano）の数学と光学の教授を務めた。1845年から1948年の間、ボローニャ天文台の所長を務めた。その後カンピドリオ天文台(Campidoglio)の所長を務めた。主に惑星、彗星の観測を行い軌道の計算を行い､食の観測を行った。
小惑星(8269)カランドレッリは彼の名にちなむ。